# Стукс, Герберт Германович
Герберт (Герберт-Юлий) Германович Стукс (5 [17] января 1889, Одесса, Херсонская губерния — 31 декабря 1963, Томск) — русский и советский учёный-медик, педиатр; доктор медицинских наук, профессор.
Автор более 130 работ, в том числе 2 монографий.

## Биография
Родился 5 января 1889 года в Одессе в семье австрийского подданного.
В 1907 году в Одессе окончил с золотой медалью 4-ю гимназию. В 1912 году окончил медицинский факультет Императорского Новороссийского университета со степенью лекаря с отличием.
По его окончании, в 1912—1913 годах, стажировался в Швейцарии Лозаннской детской клинике профессора Комба. Вернувшись в Россию, с 1913 по 1914 год работал врачом-интерном Новой городской больницы Одессы.
В годы Первой мировой войны — младший ординатор сводного военного госпиталя в Орле, затем старший врач паркового мортирного дивизиона Северного фронта. После войны снова работал в одесской Новой городской больнице врачом-интерном терапевтического, неврологического, хирургического и отоларингологического отделений. С 1919 года — штатный ординатор клиники детских болезней медицинского факультета Новороссийского университета.
С 1920 года Герберт Стукс — заведующий детской консультацией и подотделом охраны материнства и детства Ананьевского городского здравоохранения (город Ананьев), затем — заведующий сельской участковой больницей и заведующий медицинским участком. В 1922—1930 годах — губернский врач, заведующий детской консультацией одесского рабочего района Пересыпь, старший врач Дома грудного ребёнка, старший врач Центральной детской консультации.
С 1926 года — ассистент, доцент, профессор кафедры клиники детских болезней Одесского медицинского института (ныне Одесский национальный медицинский университет). С 1931 года — заведующий отделом социальной гигиены и социальной патологии детского возраста, заведующий отделом физиологии ребёнка, заместитель директора по научной части Одесского научно-исследовательского института педиатрии. В 1935—1941 годах — заведующий кафедрой детских болезней Крымского медицинского института, директор Крымского научно-практического института Охматдета, штатный консультант Всесоюзного лагеря «Артек» и детского санатория РККА в Евпатории. Ученое звание доцента присвоено в 1928 году, профессора по кафедре педиатрии — в 1935 году.
В сентябре 1941 года вместе с семьей был эвакуирован (по другим данным выслан на поселение, как имеющий немецкие корни) в город Джетыгару (Казахская ССР), где работал педиатром и заведующим детской консультацией при городской поликлинике.
С октября 1945 года Г. Г. Стукс — заведующий кафедры детских болезней Кубанского медицинского института (ныне Кубанский государственный медицинский университет) в Краснодаре. В 1946—1963 годах был профессором, заведующим кафедрой госпитальной педиатрии Томского медицинского института (ныне Сибирский государственный медицинский университет).
В 1954 году защитил докторскую диссертацию на тему «Материалы по клинике болезни Боткина в детском возрасте: клинико-эпидемиологическое исследование».
Наряду с научно-педагогической, занимался общественной деятельностью. В 1935 году на V Всероссийском съезде детских врачей был избран членом правления Общества врачей СССР. Являлся заместителем председателя Томского общества детских врачей. С 1956 года — член редколлегии педиатрического редакционного отдела Большой медицинской энциклопедии, с 1957 года — член редакционного совета журнала «Педиатрия».
Умер 31 декабря 1963 года в Томске.

### Семья
Герберт Германович Стукс был женат на Виктории Леонардовне Эбертс (1895—1966) — кандидате медицинских наук, доценте, заведующей кафедрой детских инфекций Томского медицинского института. Их дочь Стукс Ирина Юльевна (1931—2012) окончила этот же вуз, стала доктором медицинских наук, профессором кафедры госпитальной терапии с курсом физической реабилитации и спортивной медицины Сибирского государственного медицинского университета.